# 小名浜
小名浜（おなはま）は、福島県いわき市の大字である。郵便番号は971-8101、970-8102（港ケ丘）、および971-8161～8169（諏訪町、花畑町、中町境、寺廻町および西町、愛宕町、愛宕上、西君ケ塚町、君ケ塚町、南君ケ塚町）。

## 地理
いわき市南東部の小名浜地区に属し、地区南部に位置する。北で小名浜大原、小名浜岡小名、東で小名浜下神白、西で泉町下川、泉町滝尻、北西で小名浜南富岡とそれぞれ隣接する。概ね町村制施行以前の磐前郡小名浜町の流れを汲む地域である。小名川下流域、および藤原川下流域の左岸部に位置し、南に太平洋を臨み小名浜港の港湾施設を擁する。港の北側には市街地が、西側には工業地帯が広がる。小名浜岡小名に所在するいわき東警察署及び小名浜に所在する小名浜消防署がそれぞれ管轄にあたる。

### 主な字
字
- 古湊
- 栄町
- 小屋ノ内
- 田ノ入
- 観音作
- 播摩作
- 寺ノ脇
- 御殿後
- 元陣屋敷
- 垣内台
- 中町境

- 蛭川南
- 橋本
- 後宿
- 上明神町
- 中明神町
- 下明神町
- 上町
- 中坪
- 下町
- 沖見
- 元分

- 辰巳町
- 横町
- 本町
- 竹町
- 船引場
- 定西
- 寺廻
- 愛宕上
- 愛宕
- 隼人
- 丹波沼

- 松之中
- 道珍
- 前沼
- 大原境西
- 富岡向
- 燈籠原
- 神成塚
- 鳥居北
- 鳥居下
- 滝尻道
- 山神北

- 大道北
- 大道下
- 平蔵塚
- 林ノ上
- 後場
- 中原
- 吹松
- 宮下
- 渚廻
- 芳浜

字表記の無い地区
- 諏訪町
- 港ケ丘
- 花畑町

- 君ケ塚町
- 南君ケ塚町
- 中町境

- 西君ケ塚町
- 愛宕上
- 愛宕町

- 寺廻町
- 西町

### 河川
- 藤原川
- 小名川

## 歴史
- 1879年1月27日 - 幕府領米野村、中島村、西町村、中町村が福島県内における郡区町村制の施行により磐前郡の村となる[4]。
- 1881年5月17日 - 米野村、中島村、西町村、中町村が合併し小名浜村が成立する。
- 1889年4月1日 - 町村制の施行により小名浜村が単独で磐前郡小名浜町として単独で町制施行する[4]。
- 1896年4月1日 - 磐前郡と周辺郡との合併により石城郡が発足し、石城郡小名浜町となる[4]。
- 1931年8月15日 - 石城郡玉川村を編入し、旧小名浜町域が小名浜町の大字となる[4]。
- 1954年3月31日 - 小名浜町が泉町、渡辺村、江名町と合併、磐城市が発足し、磐城市の大字となる[4]。
- 1966年10月1日 - 磐城市が平市・常磐市・内郷市・勿来市、石城郡小川町・遠野町・四倉町・川前村・田人村・好間村・三和村、双葉郡久之浜町・大久村と合併しいわき市となり、いわき市小名浜地区の大字となる[4]。
- 1975年 - 小名浜大原、小名浜岡小名の一部が小名浜へ編入される。[4]。
- 1990年 - 宅地造成に伴い湘南台が分離し設置される[4]。

## 世帯数と人口
2023年10月31日現在の世帯数と人口は以下の通りである。
| 大字   | 世帯数   | 人口    |
| ------ | -------- | ------- |
| 小名浜 | 7425世帯 | 16270人 |

## 小・中学校の学区
市立小・中学校に通う場合、学区は以下の通りとなる。
| 番地 | 小学校                     | 中学校                     |
| --- | -------------------------- | -------------------------- |
| 君ケ塚町、南君ケ塚町、中町境 | いわき市立小名浜第一小学校 | いわき市立小名浜第一中学校 |
| 花畑町、蛭川新川間、蛭川南、 橋本、後宿、上明神町、中明神町、 下明神町、上町、中坪、下町、 沖見、元分、辰巳町の一部、横町、 本町、竹町、船引揚 | いわき市立小名浜第一小学校 | いわき市立小名浜第二中学校 |
| 隼人、丹波沼、松之中、道珍、 前沼、大原境西の一部、 灯籠原の一部、神成塚の一部、 鳥居北、鳥居下、滝尻道、山神北、 大道北、大道下、平蔵塚、林ノ上、 林ノ根、林ノ下、後場、中原、 堤ノ東、汐入、橋元、土井口、 吹松、宮下、渚、渚廻の一部、 高山、弁別、芳浜、愛宕上、愛宕町 | いわき市立小名浜第二小学校 | いわき市立小名浜第一中学校 |
| 辰巳町の一部、定西、渚廻の一部、 寺廻町、西町 | いわき市立小名浜第二小学校 | いわき市立小名浜第二中学校 |
| 古湊、栄町、小屋ノ内、田ノ入、 観音作、播摩作、寺ノ脇、御殿後、 元陣屋敷、弥木太郎台、諏訪町、 小名川岡、垣内、港ケ丘、垣内台 | いわき市立小名浜東小学校   | いわき市立小名浜第二中学校 |
| 大原境西の一部、富岡向、 灯籠原の一部、神成塚の一部、 西君ケ塚町 | いわき市立小名浜西小学校   | いわき市立小名浜第一中学校 |

## 交通

### 鉄道
- 福島臨海鉄道本線
  - 小名浜駅

### 道路
- 福島県道15号小名浜四倉線
- 福島県道26号小名浜平線
- 福島県道156号小名浜港線
- 小名浜臨港道路1号線
- 小名浜臨港道路2号線
  - 小名浜港トンネル
- 小名浜マリンブリッジ

## 施設
- 国土交通省東北地方整備局小名浜港湾事務所
- 福島県小名浜港湾合同庁舎
- いわき市役所小名浜支所
- いわき市消防本部小名浜消防署
- いわき市立小名浜第二小学校
- いわき市立小名浜東小学校
- 小名浜北郵便局
- 小名浜港
  - アクアマリンふくしま
  - いわき・ら・ら・ミュウ
  - 小名浜美食ホテル
  - 小名浜漁港
  - 小名浜魚市場
- イオンモールいわき小名浜
- 小名浜自動車学校